# إيف كوربيل
إيف كوربيل هو مقدم تلفزيوني وممثل كندي، ولد في 18 يوليو 1944 في Centre-du-Québec ‏ في كندا.

## وصلات خارجية
- إيف كوربيل على موقع IMDb (الإنجليزية)
- إيف كوربيل على موقع ألو سيني (الفرنسية)
- إيف كوربيل على موقع أول موفي (الإنجليزية)
- إيف كوربيل على موقع قاعدة بيانات الأفلام السويدية (السويدية)
- إيف كوربيل على موقع قاعدة بيانات الفيلم (الإنجليزية)
- إيف كوربيل على موقع كينوبويسك (الروسية)